# Junkers Jumo 012
El Junkers Jumo 012 fue un turborreactor alemán con un compresor axial de once etapas y turbina de dos etapas, desarrollado en la Segunda Guerra Mundial.

## Descripción
El Jumo 012 era el motor diseñado especialmente para el Junkers Ju 287, para dar un empuje de 2700 a 2900 kgf con un peso de 1800 kg. Algunas de las partes estaban listas al final de la guerra, pero el prototipo jamás fue completado. 

## Postguerra
Cuando los soviéticos ocuparon Dessau, decidieron continuar el desarrollo del Jumo 012. Un total de 15 motores fueron pedidos para fines de 1946 y el motor fue programado entonces para el bombardero estratégico Junkers Ju EF132.
El prototipo del Jumo 012 estuvo listo para pruebas estáticas a finales de junio, pero fue destruido durante estas pruebas en agosto de 1946. Se construyó un segundo prototipo en 1946 y se introdujeron muchos cambios. El nuevo motor fue llamado Jumo 012B. En el verano de 1948, los primeros 5 Jumo 012Bs fueron construidos, pero otros motores jet eran más compactos y daban mayor potencia, por lo que el desarrollo del Jumo 012 fue detenido finalmente en 1948. Ya en marzo de 1947, la conversión a un motor turbohélice era requerida por las autoridades soviéticas, y el Jumo 012 fue continuado como PTL 022. Este nuevo motor empleaba la tecnología del Junkers Jumo 022 y combinaba los resultados prácticos del Jumo 012. Una serie de componentes del Jumo 012 fueron usados en el PTL-022.

## Especificaciones técnicas
Motor Jumo 012
Fabricante: Junkers Motoren, Dessau (zona de ocupación soviética en Alemania)
- Compresor: 11 etapas
- Cámaras de combustión: 6
- Turbinas: 2
- Longitud: 4,945 m
- Diámetro: 1,080 m
- Peso: 1600 kg
- Empuje: 29,4 kN (3000 kg) a 6000 rpm.